# Перуштица
Перуштица (буг. Перущица) град је у Републици Бугарској, у средишњем делу земље, седиште истоимене општине Перуштица у оквиру Пловдивске области.

## Географија
Положај: Перуштица се налази у средишњем делу Бугарске. Од престонице Софије град је удаљен 140 km југоисточно, а од обласног средишта, Пловдива град је удаљен 20 km југоисточно.
Рељеф: Област Перуштице се налази у бугарском делу Тракије, у долини реке Марице. Град се сместио у долини реке, на приближно 280 m надморске висине. Јужно од града издижу се Родопи.
Клима: Клима у Перуштици је континентална.
Воде: Перуштица се налази близу реке Марице, а око града протиче више мањих водотока.

## Историја
Област Перуштице је првобитно било насељено Трачанима, а после њих овом облашћу владају стари Рим и Византија. Јужни Словени ово подручје насељавају у 7. веку. Од 9. века до 1373. године област је била у саставу средњовековне Бугарске.
Крајем 14. века област Перуштице је пала под власт Османлија, који владају облашћу 5 векова.
Године 1885. град је постао део савремене бугарске државе. Насеље постоје убрзо средиште окупљања за села у околини, са више јавних установа и трговиштем.

## Становништво
По проценама из 2010. године Перуштица је имала око 5.300 становника. Огромна већина градског становништва су етнички Бугари. Остатак су махом Роми. Последњих деценија град губи становништво због удаљености од главних токова развоја у земљи.

## Галерија
- Поглед на град
- Историјски музеј у Перуштици
- Градски дом културе
- Остаци „црвене цркве“